# Jean-Léo Rochon
Pour l’article homonyme, voir Rochon.
Jean-Léo Rochon (3 juillet 1902-21 juin 1988) est un optométriste et homme politique fédéral et provincial du Québec.

## Biographie
Né à Saint-Augustin, aujourd'hui fusionné à Mirabel, dans la région des Laurentides, il devient député du Parti libéral du Québec dans la circonscription provinciale de Deux-Montagnes en 1935. Il fut défait à trois reprises en 1936, 1939 et en 1944 par l'unioniste Paul Sauvé.
Élu député du Parti libéral du Canada dans la circonscription fédérale de Laval en 1962, il est réélu en 1963, 1965 et dans Ahuntsic en 1968. Il ne se représenta pas en 1972.